# Makomanai (métro de Sapporo)
Makomanai (真駒内駅, Makomanai-eki) est une station du métro de Sapporo au Japon. Elle est située dans l'arrondissement de Minami à Sapporo.

## Situation sur le réseau
La station marque le terminus sud de la ligne Namboku.

## Histoire
La station a été inaugurée le 16 décembre 1971.

## Services aux voyageurs

### Accès et accueil
La station est ouverte tous les jours.

### Desserte
- Ligne Namboku :
  - voies 1 et 2 : direction Asabu

Installations et desserte
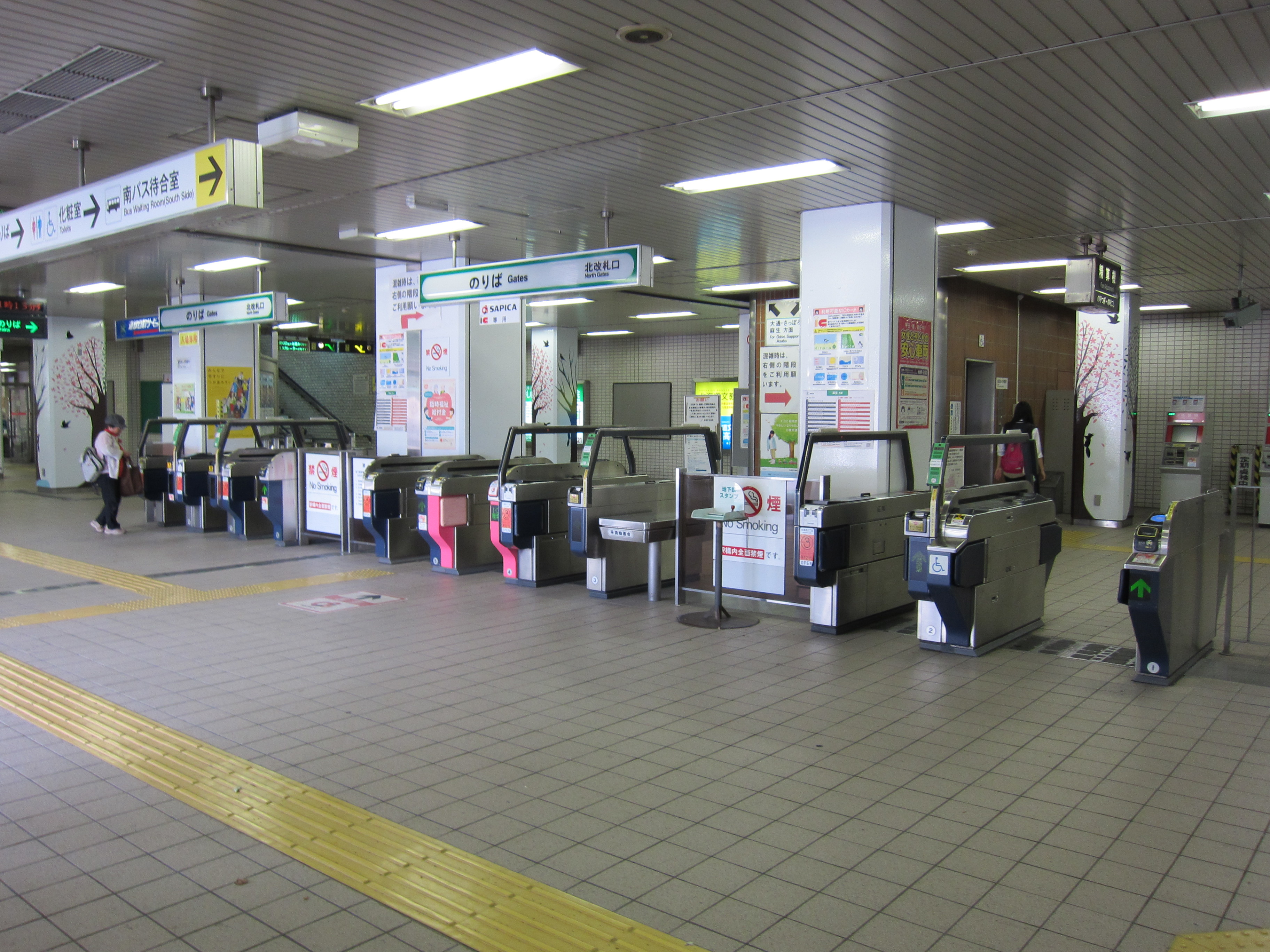
Ligne de contrôle.
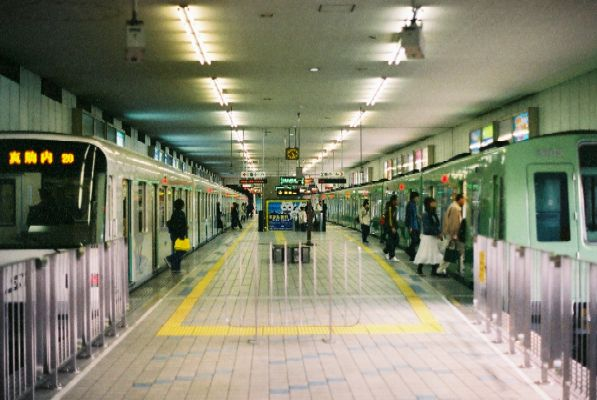
Le quai central.